# Tókaidó Jocuja kaidan (film)
Tókaidó Jocuja kaidan (japonsky 東海道四谷怪談, doslova „Strašidelný příběh z Jocuji na Tókaidó“) je japonský historický filmový horor režiséra Nobua Nakagawy z roku 1959, produkovaný studiem Šintóhó. Je považován za nejzdařilejší z více než třiceti filmových adaptací divadelní hry Jocuja kaidan o pomstě zavražděné zohavené manželky z roku 1825, jejímž autorem je Nanboku Curuja IV. V hlavních rolích se představili Šigeru Amači, Kacuko Wakasugiová a Šuntaró Emi. Snímek měl premiéru ve stejný den jako Jocuja kaidan konkurenčního studia Daiei. Studio Šintóhó se od svého vzniku potýkalo s nedostatkem financí a v chodu jej až do zániku v roce 1961 drželo vydávání vysokého počtu levných krvavých filmů o monstrech a zločincích. V roce 1974 se Nakagawa nechal slyšet, že pro něj režírování takových filmů byla rutina a že když dostal za úkol Tókaidó Jocuja kaidan, povzdechl si: „Další film o monstrech?“ Film byl přes špatnou pověst žánru a studia dobře kriticky přijat, filmový čtrnáctideník Kinema džunpó jej uvedl mezi nejlepšími filmy roku a v roce 1982 byl zařazen do seznamu 200 nejlepších japonských filmů.

## Děj
Během úvodních titulků na záběrech z divadla recituje tradiční vypravěč o zradě. Samotný film začíná žádostí nemajetného samuraje Iemona (Šigeru Amači) o ruku Oiwy (Kacuko Wakasugiová) u jejího otce. Ten jej už jednou odmítl pro jeho nízký stav a pokleslou morálku a nazve jej hlupákem, za což Iemon jeho a jeho společníka zabije. Svědkem je ničema Naosuke (Šuntaró Emi), který navrhne Iemonovi křivě svědčit v jeho prospěch. Vraždy přisoudí známému zločinci Usaburovi, který se jednou pokusil oběť okrást. Iemon, Naosuke a Oiwa se spolu s její sestrou Osode (Noriko Kitazawaová) a jejím snoubencem Jomošičim (Rjúzaburó Nakamura), vydávají Usaburoa najít a pomstít se mu. Naosuke začne Iemona ke svému vlastnímu prospěchu vydírat a společně shodí Jomošičiho z vodopádu, z čehož opět viní Usaburoa. Iemon se s Oiwou přestěhují do Eda (dnešní Tokio) a mají dítě, ale jsou stále chudí. Iemon se začne dvořit bohaté Oume Itó a s Naosukem naplánují vraždu Oiwy. Iemon ji otráví jedem od Naosukeho a také přesvědčí maséra Takuecua (Džun Ótomo), aby ji svedl a mohla tak být beztrestně zabita za cizoložství. Jed má vedlejší účinky a než Oiwa zemře, je její tvář zohavena a vypadají jí krvavé chomáče vlasů. Iemon nakonec zabije i maséra a obě těla přibitá na posuvné dveře hodí s Naosukem do řeky.
Ještě toho večera se Iemon ožení s Oume, během svatební noci se mu zjeví Oiwa, nejdříve na stropě a následně na místě Oume a Iemon svou novou manželku probodne. Toto se opakuje i s tchyní a tchánem, který se mu jeví jako Takuecu. Iemon se snaží očistit v buddhistickém chrámu, ale jeho provinění jsou natolik vážná, že mu není pomoci. Oiwu mezitím vidí i Naosuke, který se Osode ke všemu přizná a odhalí, kde se Iemon skrývá. Oiwa se zjeví i své sestře, ne však znetvořená a nasměruje ji k Jomošičimu, který pokus o vraždu přežil. Jomošiči a Osode se vydávají zabít Iemona, který v chrámu mezitím zabil Naosukeho. Během závěrečné konfrontace se zjevují Oiwa i Takuecu a pomáhají mstitelům. Iemon se nakonec sám probodne mečem Osode a před smrtí prosí Oiwu o odpuštění. V posledním záběru krásná Oiwa v bílém kimonu s dítětem za svitu měsíce dochází osvícení.

## Obsazení
| Šigeru Amači       | Iemon                     |
| Kacuko Wakasugiová | Oiwa                      |
| Šuntaró Emi        | Naosuke                   |
| Noriko Kitazawaová | Osode, sestra Oiwy        |
| Rjúzaburó Nakamura | Jomošiči, snoubenec Osode |
| Džunko Ikeučiová   | Oume Itó                  |
| Džun Ótomo         | masér Takuecu             |